# Drie Gezusters (Groningen)
De Drie Gezusters is een horecacomplex aan de Grote Markt in Groningen. Sinds de oprichting in 1972 is het uitgegroeid tot een van de grootste en meest erkende horecagelegenheden van Nederland.

## Geschiedenis
De Drie Gezusters werd in 1972 opgericht door Koos Huizinga en Wouter Hoogland als een grand café. In de jaren tachtig werd het overgenomen door de horecaondernemer Sjoerd Kooistra. Onder zijn leiding werd het horecacomplex uitgebreid met andere vestigingen, waardoor het landelijke bekendheid verwierf. Het concept, dat een gezellige, volkse sfeer combineerde met Engelse stijlelementen zoals Chesterfieldbanken en glimmend koper, werd later ook in andere steden geïntroduceerd.

### De Engelse pub
In 1994 introduceerde Kooistra een Engelse pub binnen het Drie Gezusters-complex. Deze pub werd ingericht met meubilair en decoratie die rechtstreeks uit Brighton, Engeland, waren geïmporteerd.

### Crisis en faillissement
De groei van de Drie Gezusters werd overschaduwd door de financiële moeilijkheden van Kooistra’s horecaconcern. Hoge schulden en conflicten met brouwerijen, zoals Heineken, leidden tot ernstige financiële moeilijkheden. Na Kooistra's overlijden in 2010 viel zijn horecaconcern uiteen, en de Drie Gezusters kwam in handen van diverse partijen, waaronder Horeca Vastgoed Groningen en Heineken.

### Overname door Meyer Beheer
In 2017 werd de Drie Gezusters overgenomen door Laurens Meyer van Meyer Beheer. Deze overname was bedoeld om de continuïteit van het horecacomplex te waarborgen na de turbulente jaren die volgden op het faillissement van Kooistra's imperium. Meyer behield het oorspronkelijke concept van de Drie Gezusters, maar voerde enkele aanpassingen door, zoals de modernisering van de faciliteiten.

## Architectuur
De Drie Gezusters bestaat uit meerdere historische panden. De voorgevel aan de Grote Markt dateert uit de achttiende eeuw, terwijl het oudste deel van het complex, het voorhuis, teruggaat tot de dertiende eeuw. Achter dit voorhuis bevinden zich verschillende achterhuizen die dateren uit de veertiende tot en met de zestiende eeuw.

## Duurzaamheid
Naast het behoud van het historische karakter heeft de Drie Gezusters zich in recente jaren ook gericht op duurzaamheid. Het horecacomplex nam deel aan het project 'Groningen Vergroent', dat ondernemers ondersteunt bij het implementeren van energiebesparende maatregelen. In het kader van dit project werd duurzame terrasverwarming geïnstalleerd, die door de gasten zelf bediend kan worden, waardoor energieverspilling wordt verminderd.